# Boris Sergejewitsch Bacharow
Boris Sergejewitsch Bacharow (Борис Сергеевич Бахаров; * 10. September 1902 in Demjansk, Gouvernement Nowgorod; † 16. Juli 1944 in Dorf Schakuny bei Pruschany, Oblast Brest) war ein sowjetischer Generalmajor der Panzertruppen.

## Leben
Boris Bacharow wurde 1902 in Demjansk in der Oblast Nowgorod geboren. Von Oktober 1918 bis Mai 1919 absolvierte er einen technischen Kurs an der Nikolajewsker Schule in Petrograd. Bereits im Oktober 1917 war er Mitglied der Roten Garde und der Rybinsker-Division. Im Mai 1919 trat er der Roten Armee bei und diente im 10. Reserve-Schützen-Regiment in Krasnoje Selo, wo es zu Einsätzen gegen Truppen unter General N. N. Judenitsch kam. Im August 1919 erkrankte er an Typhus und kam im Oktober zur Kurierung in das 691. Militärlazarett an der Westfront. Im Mai 1920 wurde Bacharow zum Nachrichten-Bataillon der 10. Schützen-Division geschickt und nahm am Sowjetisch-Polnischen Krieg teil. Nach dem Russischen Bürgerkrieg wurde er Mai 1921 demobilisiert aber im Februar 1924 erneut zur Roten Armee eingezogen. Er wurde Regimentsschreiber im Hauptquartiers des 59. Schützen-Regiments (der 20. Schützen-Division) und im Oktober 1924 zum politischen Rat einer Kompanie ernannt. Im Oktober 1925 wurde er an die Militärschule geschickt, woraufhin er im August 1926 zum 59. Schützen-Regiment zurückkehrte und nacheinander als politischer Offizier einer Kompanie und als Militärkommissar eines Regiments fungierte.
Im Mai 1929 wurde er zum Studium an die Frunse-Militärakademie geschickt, wonach er im Mai 1932 zum Chef der Operationsabteilung der 4. mechanisierten Brigade im Belarussisches Militärbezirk ernannt wurde. Im selben Jahr absolvierte er die technische Erweiterungskurse für Panzerkommandeure in Leningrad.
Im Mai 1936 wurde er zum Kommandeur des Ausbildungsbataillons der 10. mechanisierten Brigade ernannt und im November 1937 übernahm er die gleiche Position bei der 18. mechanisierten Brigade. Ab Oktober 1938 bis zum Beginn des Zweiten Weltkrieges fungierte er als Chef der Panzertruppen des Militärbezirks Charkow. Im November 1939 wurde zum Kommandeur der 52. Panzerbrigade und im März 1941 zum Kommandeur der 50. Panzerdivision ernannt.

### Im Zweiten Weltkrieg
Mit Kriegsausbruch im Juni 1941 befand er sich als Kommandeur der 50. Panzer-Division im Verband des 25 mechanisierten Korps an der Westfront. Am 15. Juli leitete Oberst Bacharow einen Vorstoß hinter den deutschen Linien im Raum der Bahnstation von Bychow. Er griff dabei einen deutschen Konvoi aus einem Hinterhalt an und zerstörte 35 Lastwagen und 12 Kanonen. Während der Schlacht von Smolensk nahm seine Panzerabteilung an den Verteidigungskämpfen teil, die 50. Panzerdivision wurde dabei dezimiert und im September in die 150. Panzerbrigade umbenannt, welche während der Kesselschlacht von Brjansk der mobilen Gruppe von Generalmajor A. N. Jermakow zugeteilt wurde. Im Dezember nahm die Brigade an der erfolgreichen Jelezer Operation teil und konnte am 6. Dezember von Norden her als Erste Einheit in das befreite Jelez einrücken, danach beteiligte sich die 150. Panzerbrigade an der Einkreisung des deutschen XXXIV. Armeekorps.
Im Juni 1942 wurde Bacharow zum Stabschef und im Juli zum Kommandeur des 17. Panzerkorps ernannt, schon am 11. September desselben Jahres zum Kommandeur des 18. Panzerkorps und am 14. Oktober 1942 zum Generalmajor ernannt. Sein 18. Panzerkorps nahm im Frühjahr 1943 an den Kämpfen der Woronesch-Kastornoje-Operation und an der dritten Schlacht um Charkow teil. Im Sommer 1943 nahm das 18. Panzerkorps unter Bacharow im Rahmen der 5. Gardepanzerarmee an der Schlacht von Kursk teil. Nachdem sich am 12. Juli seine Panzerverbände während der Schlacht von Prochorowka ohne Genehmigung höherer Behörden zurückgezogen hatten, wurde er am 25. Juli vom Posten des Korpskommandanten entfernt, woraufhin er zum stellvertretenden Kommandeur des 9. Panzerkorps ernannt wurde.
Im September 1943 wurde er zum Kommandeur des 9. Panzerkorps ernannt, das an den Kämpfen während der Tschernigow-Pripjater und Gomel-Retschitza Operation sowie an der Schlacht am Dnepr teilnahm. Für den Anteil seiner Truppen an der Operation Bagration und der Befreiung von Bobruisk erhielt das 9. Panzerkorps den Ehrennamen "Bobruisker" und für die Befreiung von Baranowitschi wurde ihm der Rotbannerorden verliehen. Am Morgen am 16. Juli 1944 wurde die deutsche Gruppierung bei Pruschany auf der Straße nach Brest durch Bacharows Panzerkorps eingekreist. Generalmajor Bacharow beschloss, die Deutschen nicht aus der Umzingelung herauszulassen und ging um 7 Uhr morgens an die vorderste Linie um die Verteidigung der 23. Panzerbrigade beim Dorf Schakuny zu überprüfen. Dabei wurde er durch den direkten Treffer einer deutschen Panzerabwehrkanone getötet. Generalmajor Bacharow wurde auf dem Pobedji-Siegesplatz von Bobruisk beigesetzt, ein Panzermodell T-34 wurde auf seinem Grab installiert.

### Auszeichnungen
- 2 Rotbannerorden (14. Februar 1943, 3. März 1944)
- 2 Kutusoworden 1. Klasse (23. Juli 1944) und 2. Klasse (15. Januar 1944)
- Medaille „Für die Verteidigung Moskaus“